# Kayabaşı, Mutki
Kayabaşı là một xã thuộc huyện Mutki, tỉnh Bitlis, Thổ Nhĩ Kỳ. Dân số thời điểm năm 2011 là 507 người.